# Monacit-Ce
A monacit-Ce a foszfátásványok közé tartozó ásványfaj, amelyben a cérium, lantán, neodímium és a tórium szerepel kationként a foszfát anion mellett. Közeli rokonai a monacit-La, monacit-Nd és monacit-Sm, amelyek csak a kationok szerinti összetételükben különböznek. Az előbbiekkel együtt fontos szerepe van a cérium és lantán nyersanyagaként, mert dúsítmányuk (Ce,La)2O3 tartalma: 60,6%.
Kristályai monoklin rendszerben alakulnak ki, táblásan apró termetűek, gyakran más ásványokon felnőtt kristályelemeket alkotnak, gömbölyded vagy szögletes egyedi szemcsékben is megtalálható.

## Keletkezése
Mélységi magmás kőzetek járulékos kőzetelegyrésze, többnyire pegmatitos kifejlődésben. Főként gránit- és szienit-pegmatitokban ismert megjelenése. Metamorfikusan gneisz-kőzetekben is léteznek monacit előfordulások. Az alapkőzet mállása után gyakran torlatképző ásványként feldúsulásokat képez, más ritkafém ásványok társaságában
Kísérő ásványok: cirkon, ilmenit, rutil, torit.
Hasonló ásványok: torit és ortit.

## Előfordulása
Jelentős előfordulásai találhatóak: Franciaország területén. Norvégiában Arendal vidékén. Oroszország területén az Ural-hegységben és a Kelet-szibériai területeken. Tömegesen fordul elő Namíbia területén és Madagaszkár szigetén. Ismertek előfordulásai Indiában és Srí Lanka egyes vidékein. Jelentősek az Amerikai Egyesült Államokbeli és a Brazília területén lévő előfordulások.

### Magyarországi előfordulása
Erdősmecske község területén lévő kőbányában a biotit-gránit gazdagon tartalmaz járulékos ásványokat. A ritkaföldfém tartalmat több ásványban, így monacit kristályosodásokban is kimutatták. Sopron várostól délnyugatra, az országhatár közelében idősebb korú kristályos palakőzetekben dúsultak fel ritkaföldfémek. A tórium tartalom jellemzően a cériumot és lantánt is tartalmazó finomszemcsés monacitban jelenik meg. Önálló szemcsecsoportok találhatók, de gyakori az összenövéses megjelenés tórittal.